# Moschidae
As quatro espécies de cervo-almiscarado que formam a família Moschidae são mais primitivas que os cervos verdadeiros. Os mosquídeos, como também são chamados, não possuem galhadas ou glândulas faciais. Têm apenas um par de mamas. Apresentam vesícula biliar e uma glândula caudal que produz o almíscar.
Família moschidae
Subfamília Moschinae
- - Pomelomeryx †
    - Pomelomeryx gracilis † - Mioceno Inferior (MN2), St-Gérand-le-Puy, França
    - Pomelomeryx boulangeri † - Mioceno Inferior (MN2), St-Gérand-le-Puy, França

- - Hydropotopsis †
    - Hydropotopsis lemanensis † - Mioceno Inferior (MN2), St-Gérand-le-Puy, França

- - Amphitragulus †
    - Amphitragulus elegans † - Mioceno Inferior (MN2), St-Gérand-le-Puy, França

- - Dremotherium †
    - Dremotherium cetinensis † - Mioceno Inferior, Cetina de Aragón, Espanha
    - Dremotherium feignouxi † - Mioceno Inferior (MN2), St-Gérand-le-Puy, França

- - Blastomeryx †

- - Hispanomeryx †

- - Longirostromeryx †

- - Machaeromeryx †

- - Micromeryx †

- - Moschus
    - Cervo-almiscarado-himalaio, Moschus chrysogaster
    - Cervo-almiscarado-siberiano, Moschus moschiferus
    - Cervo-almiscarado-anão, Moschus brezovskii
    - Cervo-almiscarado-preto, Moschus fuscus

Subfamília Hydropotinae
- -     - Gênero Hydropotes
      - Hydropotes inermis